# Allen Saunders
John Allen Saunders (* 24. März 1899, nach anderen Angaben: 24. April 1899 in Hoosier, Indiana, Vereinigte Staaten; † 28. Januar 1986 in Maumee, Ohio, Vereinigte Staaten) war ein US-amerikanischer Comicautor und -zeichner.

## Leben und Werk
Saunders erlernte das Zeichnen per Fernkurs und studierte dann an der Chicago Academy of Fine Arts und am Wabash College, wo er 1920 einen Abschluss erreichte. Seine ersten Cartoons zeichnete er, nachdem er sieben Jahre als Französischlehrer gearbeitet hatte. Seinen ersten Comicstrip (The Great Gusto) schrieb Saunders zu den Zeichnungen von Elmer Woggon im Jahr 1936. Später wurde The Great Gusto zuerst in Big Chief Wahoo und dann in Steve Rooper umbenannt. Im Jahr 1940 übernahm Saunders den von Martha Orr acht Jahre zuvor geschaffenen Strip Apple Mary, der in Mary Worth’s Family umbenannt und von Orrs ehemaliger Assistentin Dale Conner weiter gezeichnet wurde. Der Strip, der von Saunders bis in das Jahr 1979 betreut wurde, wurde 1942 in Mary Worth umbenannt. Neben den Arbeiten an Mary Worth lieferte Saunders von 1943 bis 1971 die Texte zu dem von Alfred Andriola gezeichneten Strip Kerry Drake. In Zusammenarbeit mit dem Zeichner Al McWilliams entstand 1968 Saunders’ dritte Serie mit dem Titel Dateline: Danger. Saunders’ Sohn John übernahm die Arbeit seines Vaters, nachdem dieser aus Altersgründen das Texten aufgab.